# Harriet Ottewill-Soulsby
Harriet Ottewill-Soulsby (Capelle aan den IJssel, 14 agosto 1995) è una cestista britannica.

## Carriera
Con la Gran Bretagna ha disputato i Campionati europei del 2015.